# 화성 융릉 개비자나무
화성 융릉 개비자나무는 대한민국 경기도 화성시 융건릉에 있는 개비자나무이다. 융릉 재실에 있으며, 높이가 약 4미터, 줄기 둘레가 80센티미터에 이르러 한국 서식 개비자나무 가운데 가장 크다. 대한민국의 천연기념물 제504호로 지정되어 있다.

## 현황
- 수종：개비자나무 (Cephalotaxus koreana Nakai)
- 규격：1주, 높이 4.0m, 가슴높이 둘레 0.68m·0.8m·0.5m나무갓 폭(동서방향 6.4m, 남북 방향 6.3m), 수령 200년(추정)

## 지정 사유
개비자나무는 보통 키가 3m 이내로 낮게 자라는데, 이 나무는 키가 4m에 이르고 줄기 둘레 도 80cm에 이르는 등 우리나라에서 가장 큰 것으로 조사되어 융릉 재실 조영 당시에 심었을 것으로 추정된다.
보존상태도 우수하여 한국의 개비자나무를 대표하는 가치가 있으며, 융릉 재실과 관련된 역사적·문화적 가치가 크다.

## 같이 보기
- 개비자나무
- 융건릉 - 대한민국 사적 제206호